# Franz Anton von Nostitz-Rieneck

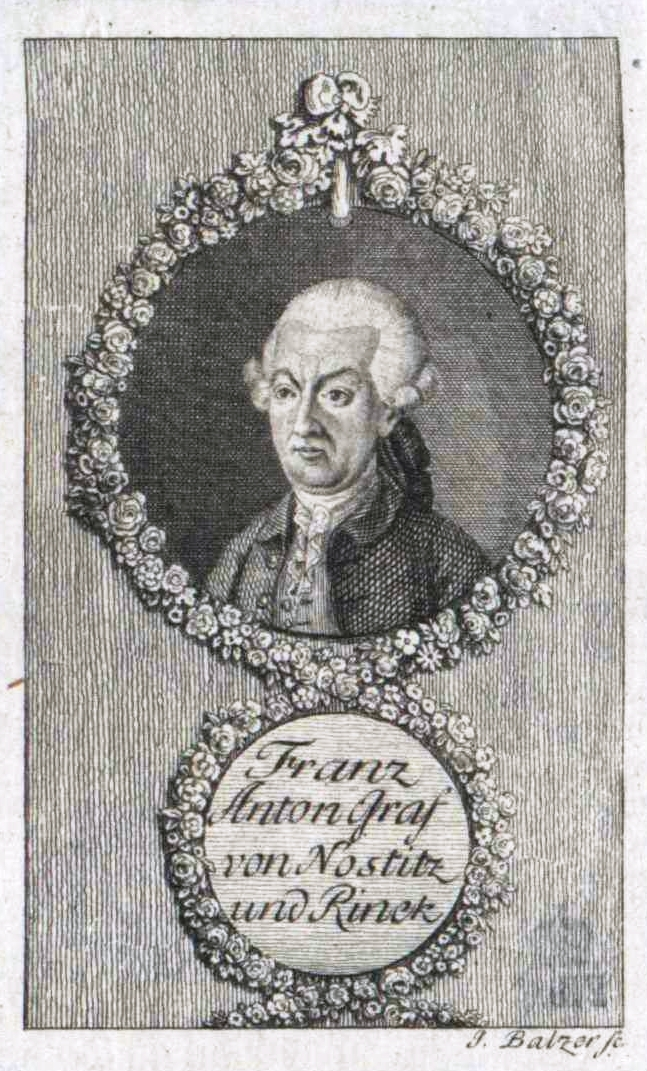
Franz Anton Graf von Nostitz und Rinek

Franz de Paula Anton Josef Johann Nepomuk Graf von Nostitz-Rieneck (* 17. Mai 1725 in Pakoměřice; † 29. September 1794 in Prag) war ein böhmischer Adeliger und Mäzen.

## Herkunft
Er stammte aus einem alten Lausitzer Geschlecht, das im 16. Jahrhundert nach Böhmen übersiedelte. Seine Eltern waren der Geheimrat Graf Franz Wenzel von Nostitz-Rieneck (1697–1765) und dessen Ehefrau die Gräfin  Katharina Elisabeth von Schönborn (1692–1777). Sein jüngerer Bruder war Friedrich Moritz von Nostitz-Rieneck.

## Leben
Nach seinem Studium trat Graf von Nostitz 1743 in die Armee ein, 1750 in die Staatsdienste. 1758 erfolgte die Ernennung zum Landesrichter, 1764 zum Gubernialrat, 1781 zum Höchsten Hofmeister und ein Jahr später zum Höchsten Burggrafen und Präsidenten des königlichen Guberniums. Nach dem Tode seines Vaters wurde Franz Anton von Nostitz-Rieneck 1765 Oberhaupt der Linie Nostitz-Rieneck.
Er gehörte mit zu den bedeutendsten Verfechtern des Königreichs Böhmen und verteidigte dieses gegen die zentralistischen Absichten Wiens. Er war, obwohl deutschsprachig, Verfechter der tschechischen Sprache und sein Haus in Prag wurde zum Zentrum des gesellschaftlichen Lebens, einem Treffpunkt nicht nur von Aristokraten, sondern auch bedeutenden Gelehrten. Als Erzieher seiner vier Söhne beauftragte er die tschechischen Gelehrten Jaroslaus Schaller, František Martin Pelcl und Josef Dobrovský.
Er unterstützte auch das kulturelle und religiöse Leben. Auf seinen Herrschaften baute er Kirchen, Schlösser und Paläste, die zu einem großen Teil von dem  böhmischen Architekten und Hofbaumeister Anton Haffenecker realisiert wurden. Dazu gehört u. a. das von 1767 bis 1775 errichtete Schloss Měšice. 1781 gehörte er zu den Gründungsvätern des Ständetheaters in Prag und veranlasste dessen Bau. Das Ständetheater wurde 1783 eingeweiht; es ging durch die Uraufführung der Mozart-Opern Don Giovanni (29. Oktober 1787) und La clemenza di Tito (6. September 1791) in die Musikgeschichte ein.

## Familie
Er heiratete die Gräfin Elisabeth von Kolowrat-Krakowsky (1728–1815) Witwe des Johann Nepomuk von Kolowrat-Liebsteinsky. Das Paar hatte fünf Söhne und eine Tochter, darunter:
- Maria Philippine (1764–1843) ⚭ Graf Joseph Heinrich von Schlick (* 11. Oktober 1751; † 13. Dezember 1806)
- Friedrich Chrysogonus Johann (1762–1819) ⚭ Maria Anna de Periez-Burdet (1777–1820)
- Johann Nepomuk (1768–1840), Feldmarschalleutnant

⚭ 1797 Gräfin Sophie Apraxim (1778–1802)
⚭ 1803  Gräfin Antonia von Schlick zu Bassano und Weißkirchen (1783–1831)
- Franz (1758–1770)
- Joseph (1767–1788), Malteser Ritter
- Emanuel (1770–1794), Offizier

## Wappen

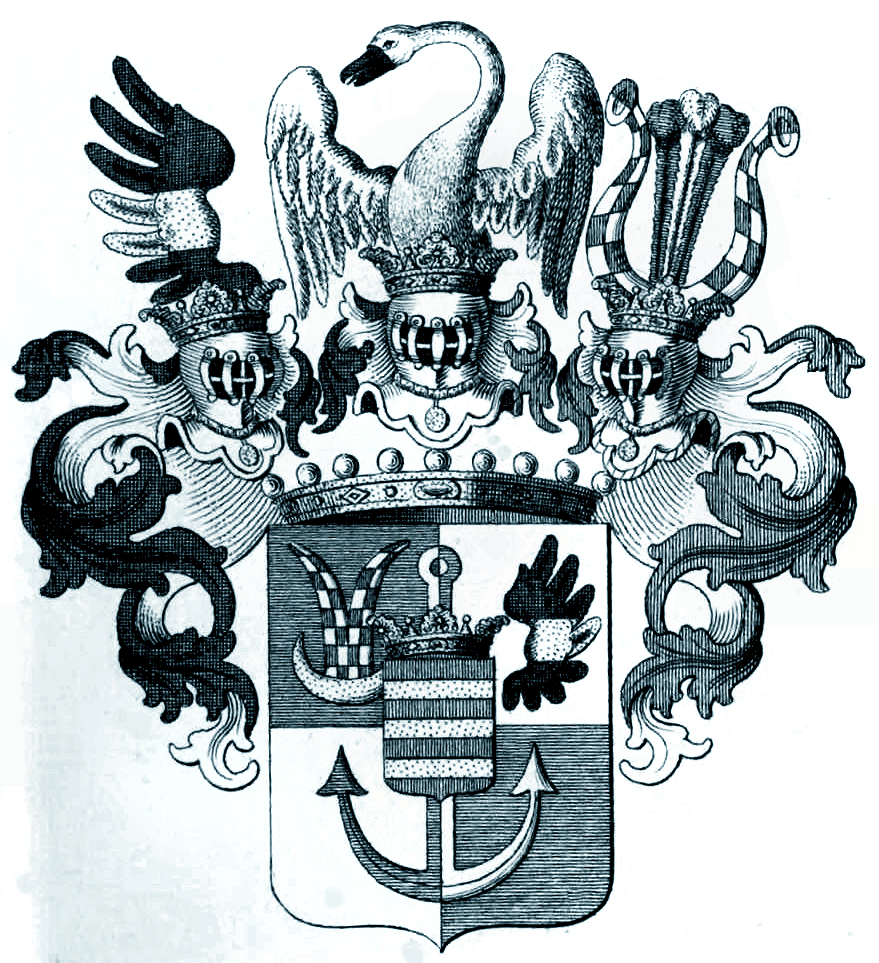
Wappen der Grafen von Nostitz und Rieneck

1651: Quadrierter Schild mit gekröntem roten Herzschild, darin drei goldene Balken (Grafschaft Rieneck). Im ersten Feld in Blau auf goldnem Halbmond zwei auswärtsgekrümmte, rot und silbern geschachtete Hörner mit den Spitzen nach unten. Im zweiten Feld in Silber ein schwarzer Adlerflügel belegt mit einem goldenen Balken. Auf der Schildesteilung liegt ein Anker, der unten im dritten silbernen Felde blau, im vierten, blauen aber golden ist. Eine Grafenkrone bedeckt den Schild, darauf ruhen drei gekrönte Helme. Auf dem rechten mit schwarz-silbernen Decken der mit dem Balken belegte Adlerflügel, auf dem mittleren mit rechts schwarz-silbernen, links rot-silbernen Decken ein flugbereiter silberner Schwan (Rieneck), auf dem linken mit rot-silbernen Decken zwei von Silber und Rot geschachtete Büffelhörner, dazwischen drei Straußenfedern blau, golden und blau.